# OpenDNS
O OpenDNS é um serviço de resolução de DNS (Domain Name System). O OpenDNS estende os recursos de DNS adicionando benefícios tais como a correção de erro ortográfico, proteção contra phishing e filtro de conteúdo. Ele fornece um serviço gratuito que exibe propagandas, exibindo anúncios relevantes nos resultados das pesquisas, possuindo também uma versão paga que não exibe anúncios.
O OpenDNS fornece os seguintes endereços de DNS recursivo para uso público, configurados para acesso ao local mais próximo do servidor de roteamento através da tecnologia Anycast:
- 208.67.222.222 (resolver1.opendns.com)
- 208.67.220.220 (resolver2.opendns.com)

## História
O OpenDNS foi lançado em Julho de 2006 pelo hacker/empreendedor David Ulevitch. Recebeu financiamento de capital de risco da Minor Ventures, que é comandada pelo fundador da CNET Halsey Minor.
Em 10 de Julho de 2006, o serviço foi noticiado por Digg, Slashdot e Wired News, o que resultou em um aumento das requisições de DNS de pouco mais de um milhão em 9 de Julho para 30 milhões em 11 de Julho. [carece de fontes?]
Em 2 de Outubro de 2006, o OpenDNS lançou o Phishtank, um banco de dados colaborativo online anti-phishing.
Ainda em 2006, o OpenDNS começou a usar o DNS  Update API do DynDNS para lidar com atualizações de usuários com IP dinâmico.
Desde Janeiro de 2007, o OpenDNS provê servidores distribuídos geograficamente em Seattle, Palo Alto, Nova Iorque, Washington, DC, Londres, com planos de expansão para Chicago e Hong Kong.
Em 11 de Junho de 2007, o OpenDNS iniciou o a filtragem avançada da web para opcionalmente bloquear conteúdo adulto em suas contas gratuitas.
Em 27 de Agosto de 2015, a Cisco anuncia a finalização da compra do OpenDNS.
Em 20 de Fevereiro de 2018, O OpenDNS, ganhou uma novidade importante para usuários brasileiros: a empresa inaugurou servidores no país, reduzindo significativamente a latência na resolução de domínios. Trata-se do primeiro servidor do OpenDNS na América do Sul, mais precisamente no datacenter da Equinix em Santana de Parnaíba (SP).

## Serviços
O OpenDNS oferece resolução de DNS para pessoas e empresas como uma alternativa ao servidor de DNS do seu provedor de internet. Colocando seus servidores em locais estratégicos e empregando um grande cache de nomes de domínios, as consultas de DNS são geralmente processadas muito mais rapidamente, conseqüentemente aumentando a velocidade da resposta. Os resultados das consultas de DNS são algumas vezes armazenados pelo sistema operacional local e/ou aplicativos, sendo assim este aumento de velocidade pode não ser notado em toda requisição, mas apenas em requisições que não estejam armazenadas no cache local.
Outras características incluem um filtro de phishing e correção de erros ortográficos (por exemplo, digitar wikipedia.og em vez de wikipedia.org). Coletando uma lista de sites maliciosos, o OpenDNS bloqueia o acesso a esses sites quando um usuário tenta acessá-los através do seu serviço. O OpenDNS recentemente lancou o Phishtank, onde usuários do mundo todo podem submeter e revisar sites suspeitos de phishing.
O OpenDNS não é, como seu nome pode implicar, um software de código aberto.
A empresa arrecada parte de sua receita enviando o usuário a uma página de busca própria quando o nome do domínio que usuário informou não é válido. Propagandas também são mostradas nessa página de busca para ajudar a financiar as operações da empresa. Enquanto este comportamento é similar ao antigo Site Finder da VeriSign, o OpenDNS alega que não é o mesmo, já que o OpenDNS é um serviço puramente opcional (comparado ao efeito do Site Finder na internet inteira, já que a VeriSign é uma operadora de registro autoritária)  e que a receita da publicidade paga pelo serviço de DNS personalizado.
De acordo com o OpenDNS, serviços adicionais que têm como base seu serviço de DNS melhorado serão oferecidos, e alguns deles podem ser pagos.
Um exemplo de tal serviço adicional foi o lançamento de "atalhos" pela empresa em 22 de Abril de 2007, permitindo aos usuários fazer mapeamentos personalizados de DNS, como, por exemplo, mapear "mail" para "mail.yahoo.com". O lançamento deste recurso foi noticiado por um grande número de publicações, incluindo o The New York Times, a Wired Magazine, e a PC World.
Em 3 de Dezembro de 2007, o OpenDNS começou a oferecer o DNS-O-Matic, um serviço gratuito que provê um método de enviar atualizações dinâmicas de DNS para diversos provedores de DNS dinâmicos utilizando a API de atualização do DynDNS.

## Localização dos servidores[11]
- Amsterdã
- Ashburn
- Berlim
- Bucareste
- Chicago
- Copenhague
- Dallas
- Frankfurt
- Hong Kong
- Joanesburgo
- Londres
- Los Angeles
- Miami
- Nova Iorque
- Palo Alto
- Paris
- Praga
- São Paulo (Recém Inaugurado)
- Seattle
- Sydney
- Singapura
- Tóquio
- Toronto
- Vancouver
- Varsóvia